# Argyrocupha aglaspis
Argyrocupha aglaspis är en fjärilsart som beskrevs av Henry Trimen 1862. Argyrocupha aglaspis ingår i släktet Argyrocupha och familjen juvelvingar. Inga underarter finns listade i Catalogue of Life.